# 青木将
青木 将（あおき しょう、1987年1月1日）は、日本のギタリスト、ミュージシャン、作曲家、編曲家、音楽プロデューサー。

## 経歴
- ミューズ音楽院マスターコース卒業。在学中に樋口直彦、法田勇虫、飯塚昌明に師事。

- ニューヨーク、カリフォルニアでの演奏経験有り。

- 2020年から杉田裕（THE JAYWALK）ソロライブにサポートギタリストとして参加。根本要（スターダスト☆レビュー）、寺田正美（スターダスト☆レビュー）、馬渕英将（元THE JAYWALK）とも共演し好評を博す。山内達哉のTWIN VIOLINにも参加している。

- 2023年5月25日、『THE LIMIT SIGN』を結成し2023年6月1日始動。[1][2]

- 2025年1月28日、『THE LIMIT SIGN』を脱退。[3]。

- 2025年2月26日、スターダストレビューの25枚目のアルバム星屑冒険王にバッキングギターとして参加した[4][5]。

## 人物
東京都八王子市出身。幼少よりいろんな楽器に触れ、10歳よりギターをはじめる。ファンク、ロック、ポップスをメインに、ヘヴィメタルからクラシック、ジャズまでジャンルの垣根を越え様々なスタイルと情熱を持ち合わせたギターサウンドを披露する。
Canaryのサウンドプロデュース、インストゥルメントでのライブ活動や、ギターやバンドの講師をしながらアーティストのライブ・レコーディング、作編曲、MV動画撮影・編集など幅広い活動を行っている。

## 家族
妻は女優、歌手の乃下未帆（2019年-）。

## ギター・コレクション
GUITARS FACTORY ANAGUMA Sho Aoki Custom
COMBAT GUITARS ST WARM
YAMAHA SA-20000S
HEADWAY HC-581E
NORTHWOOD GUITARS R80MJV
その他多数所有

## 主な参加作品
2020年 KADOKAWA映画 堤幸彦監督作品『望み』
2021年 朝日放送テレビドラマ『ミヤコが京都にやって来た!』の音楽を山内達哉(Violin)と共に担当。
2022年 朝日放送テレビドラマ『ミヤコが京都にやって来た!～ふたりの夏～』の音楽を山内達哉(Violin)と共に担当。

## 雑誌
- プレイヤー・コーポレーション Player（2021年8月号）乃下未帆、青木将インタビュー[9]